# Heterocarpus abulbus
Heterocarpus abulbus is een garnalensoort uit de familie van de Pandalidae. De wetenschappelijke naam van de soort is voor het eerst geldig gepubliceerd in 2010 door Yang, Chan & Chu.